# Christian de Portzamparc
Christian de Portzamparc (Casablanca, Marruecos, 9 de mayo de 1944) es un arquitecto francés. En 1994 fue distinguido con el premio Pritzker, el galardón de arquitectura de mayor prestigio internacional.

## Biografía
Nacido en Casablanca, en el protectorado francés de Marruecos, donde su padre era oficial del ejército. A los pocos meses de nacer, su familia regresó a Francia y se instaló en Marsella. De niño Portzamparc ya se interesó por el arte. Cuando en una ocasión vio unos dibujos de Le Corbusier, se despertó también su interés por la arquitectura, si bien siguió dedicado durante algún tiempo primordialmente a la pintura y al diseño. Comenzó a estudiar arquitectura en 1962, en la Escuela Nacional de Bellas Artes de París. Durante su carrera universitaria, en 1966, se despertaron dudas en su interior respecto a la arquitectura. Le pareció una disciplina muy rígida y rutinaria, distinta a lo que el ansiaba, y distinta también del arte pictórico y escultórico, que consideraba libre. Pensó que las ideas modernistas impulsadas por Le Corbusier habían dejado de ser válidas para él, ya que no se veía capaz de realizar proyectos de este estilo en un mundo mucho más amplio y variopinto. Fue a Nueva York, donde vivió nueve meses en el barrio de Greenwich Village, conociendo a escritores, poetas y a otros artistas.

## Trayectoria
En 1969 Portzamparc obtuvo su graduación, pero todavía no comenzó a trabajar de arquitecto. Se dedicó a colaborar con un grupo de sociólogos que analizaba las características de los edificios residenciales, los motivos por los que sus inquilinos los elegían para vivir, las relaciones entre estos y  sus vecinos, y otros aspectos parecidos. La conclusión principal que sacó de esta labor fue que la arquitectura debía asumir una responsabilidad social.
Finalmente, Portzamparc abrió su despacho en 1970 y recibió su primer encargo al año siguiente, una torre para el suministro de agua en Marne-laVellée. La torre está inspirada en la torre de Babel y es una construcción monumental en un cruce de calles donde cumple con una función de centro visual en todas las direcciones.

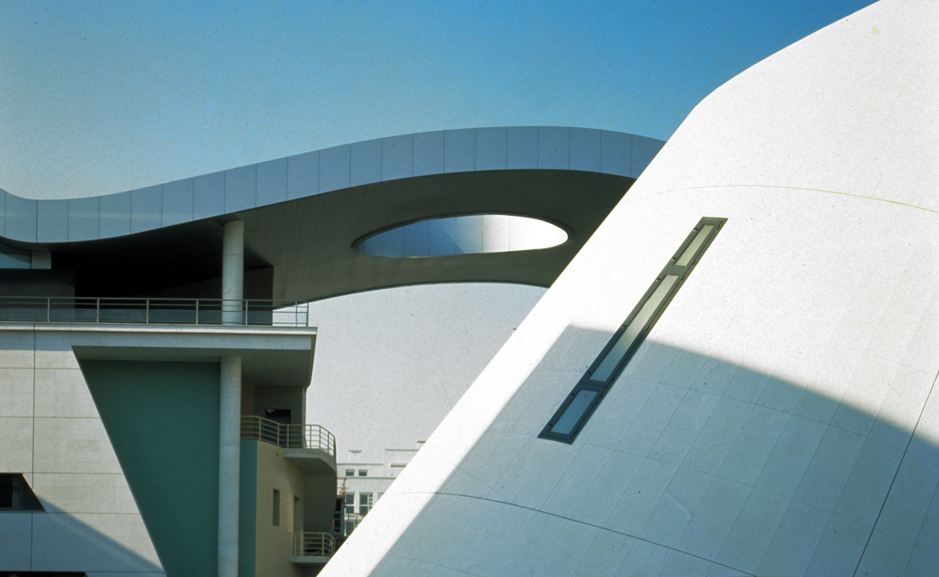
Ciudad de la Música (1984-1995), París 03

Seguidamente diseñó un conjunto de apartamentos en París. A partir de allí su trabajo fue creciendo en intensidad y en amplitud. Después de llegar a ser finalista en dos importantes proyectos en los Estados Unidos,  el Museo de Arte Contemporáneo de Chicago y el Museo de Arte de Omaha, recibió el encargo de diseñar la torre de LMVH (Louis Vuitton Möet Chandon) en Nueva York. También se ha ganado reputación en Japón a raíz de los edificios de apartamentos que ha realizado en Fukuoka y la torre Bandai en Tokio.
Portzamparc fue distinguido en 1994 con el premio Pritzker, el galardón de arquitectura de mayor prestigio internacional, comparable al premio Nobel. Su esposa es brasileña y una conocida diseñadora de muebles.

## Obras representativas
- Teatro Filarmónico (Luxemburgo)
- Embajada Francesa (Berlín)

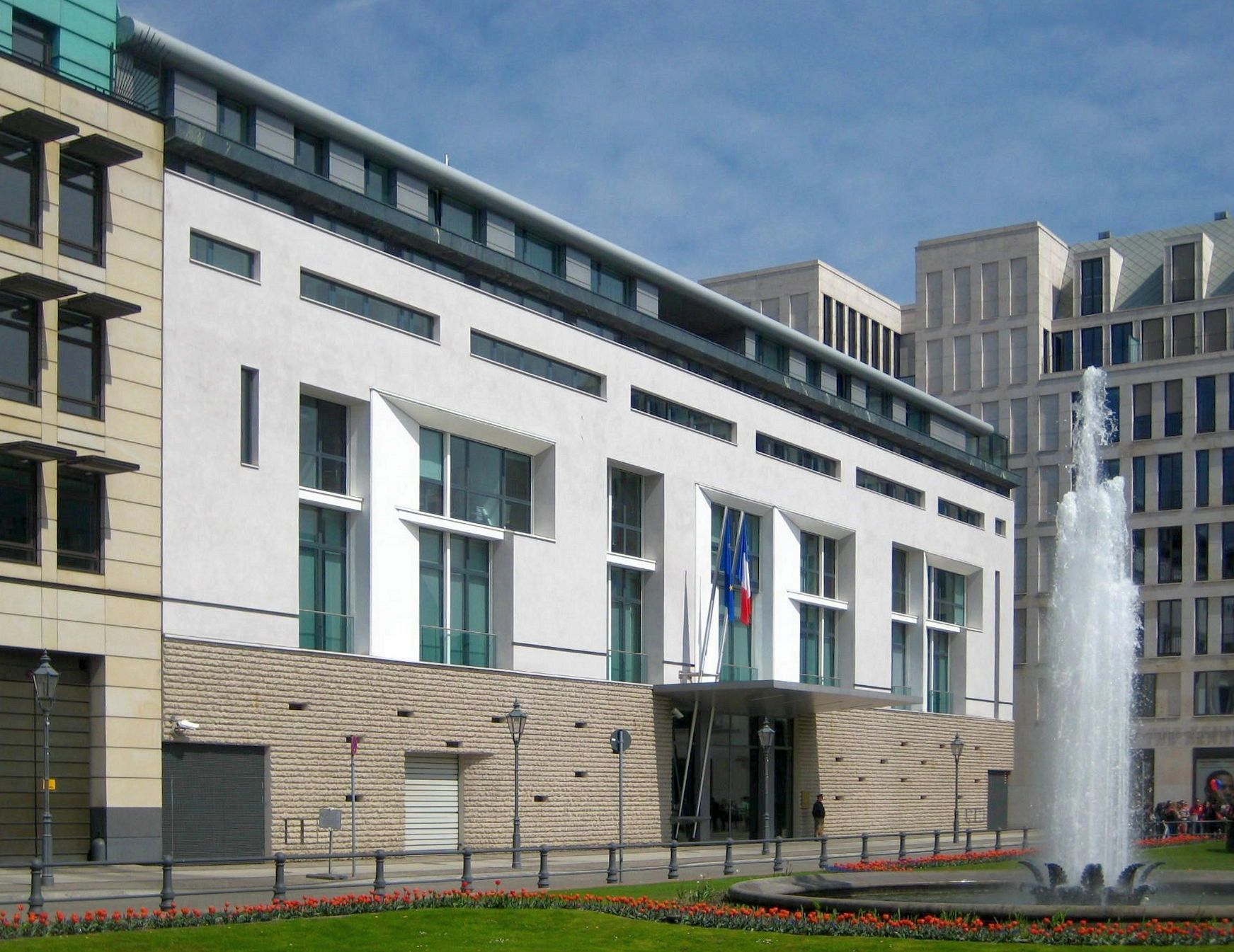
Embajada francesa en Berlín, construida por Christian de Portzamparc.

- Edificio de los Estudios de Televisión en Boulogne (París)
- Viviendas (Fukuoka, Japón)
- Torre Bandai (Tokio)
- Edificio del Banco Crédit Lyonnais (Lille, Francia)
- Ampliación del Palacio de Congresos (París)
- Tiendas de Ungaro (París)
- Casa de Paul Riquet (Nanterre, Francia)
- Edificio Municipal en Rue Petition (París)
- Conservatorio Nacional de Música y Baile (La Villette, París)
- Museo Antoine Bourdelle (París)
- Escuela de Baile de la Ópera de París (Nanterre, Francia)
- Ciudad de la Música / Cité de la musique (París)
- Apartamentos Hautes Formes (París)
- Torre de condominios One 57 Nueva York
- Museo-Hergé (Tintín) )Bélgica)
- U-Arena (Nanterre)
- Ciudad de las Artes (Río de Janeiro, Brasil)